# Massacro di Hebron del 1929
Il massacro di Hebron del 1929 fu l'assassinio, da parte di arabi di 67 ebrei a Hebron, la città più popolosa della Cisgiordania allora sotto il mandato britannico della Palestina.

## Storia
Il 20 agosto 1929 i leader dell'Haganah, la forza di difesa antenata dell'esercito israeliano, proposero di provvedere alla sicurezza di 750 ebrei (su un totale di circa 17 000 abitanti) dell'Yishuv a Hebron, o di aiutare a evacuarli. Tuttavia i responsabili della comunità ebraica declinarono queste offerte, insistendo che essi avevano fiducia negli Aʿyān (notabili arabo-musulmani) e nella loro protezione. Il successivo venerdì, 23 agosto, elementi arabi, eccitati da voci secondo le quali due arabi erano stati uccisi da ebrei durante una manifestazione della destra sionista a Gerusalemme, scatenarono un'aggressione contro gli ebrei della Città Vecchia. La violenza si allargò rapidamente ad altre parti della Palestina.
Le uccisioni più efferate si ebbero ad Hebron e a Safed. A Hebron, dimostranti arabi uccisero 65-68 ebrei, ne ferirono 58 e violentarono donne. I 34 poliziotti arabi presenti disertarono, lasciando solo il poliziotto britannico in città, il vice-Ispettore Raymond Cafferata e un solo ufficiale anziano ebreo. Cafferata chiese rinforzi che non giunsero fino a mezzogiorno - cinque ore più tardi - quando 6 poliziotti britannici affrontarono i cecchini e tolsero l'assedio.
Cafferata più tardi testimoniò che:
(Benny Morris, Righteous Victims: A History of the Zionist-Arab Conflict, 1881-1998, New York City, Knopf Doubleday, 2001, p. 114. ISBN 0679744754.2001.)
La maggior parte degli ebrei (435) riuscì a sopravvivere nascondendosi nelle case di 25 famiglie arabe, che salvarono così 280-300 ebrei. Aharon Reuven Bernzweig testimoniò che un arabo, di nome Ḥājj ʿĪsā al-Kurdiyya, aveva salvato un gruppo di 33 ebrei, esortandoli a trovare rifugio nella sua cantina. Altre decine di ebrei scamparono al massacro rifugiandosi nella stazione di polizia britannica di Beit Ramon o scappando. Gli ebrei sopravvissuti furono più tardi evacuati verso Gerusalemme.
Un terzo delle persone uccise era composto da studenti della yeshiva di Hebron. Dopo il massacro, il resto della yeshiva fu trasferito a Gerusalemme.
Il 1º settembre, John Chancellor, Alto Commissario per la Palestina e la Transgiordania, condannò "gli atti atroci commessi da gruppi di persone senza pietà e da malfattori assetati di sangue... omicidi perpetrati su componenti senza difesa della popolazione ebraica... accompagnati da atti di innominabile ferocia".

## Conseguenze
Complessivamente 195 arabi e 34 ebrei furono condannati dai tribunali chiamati a giudicare i crimini commessi nei moti del 1929. Condanne a morte furono irrogate a 17 arabi e 2 ebrei, ma esse furono in seguito commutate in detenzione a lungo termine eccetto che per 3 arabi che furono impiccati. Pesanti ammende collettive furono imposte a circa 25 villaggi arabi o della periferia urbana. Alcuni indennizzi pecuniari furono versati a persone che avevano perso familiari o che avevano subìto danni alle proprietà.
Poche decine di famiglie tornarono a Hebron nel 1931, ma poi furono evacuate ancora durante la Rivolta Araba del 1936. La città non fu più ripopolata con ebrei per 37 anni, fino alla guerra dei sei giorni del 1967.
A tutto il 2006, centinaia di ebrei vivono ancora a Hebron. Tuttavia essi sono considerati coloni di insediamenti che vivono su territorio palestinese occupato o su terre disputate dalla volontà d'Israele di conservare una città che ospita luoghi santi per l'Ebraismo (la cosiddetta tomba di Abramo). Costoro protestano, avanzando la tesi secondo cui essi rappresenterebbero gli ebrei che sono stati cacciati da lì in passato, e reclamano le proprietà che un tempo erano state di quei loro correligionari fino al 1929, quando caddero in mani arabe.

Scambi di colpi d'arma da fuoco fra palestinesi e coloni avvengono frequentemente e talora si verificano attacchi terroristici, tra cui quello drammatico avvenuto nel 1994.

## Le testimonianze

### Eliezer Dan Slonim
Eliezer Dan Slonim nacque a Hebron nel 1900. Era figlio di Rabbi Yaacov Yosef, il Rabbino di Hebron. Eliezer era membro del consiglio comunale, nominato dal governo britannico. Era anche direttore della Anglo-Palestine Bank. Eliezer ebbe eccellenti relazioni con i britannici e gli arabi ed essi gli assicurarono che non vi sarebbe stato alcuna rivolta.
Baruch Katinka, un membro dell'Haganah dice circa il suo incontro con Eliezer Dan prima del massacro:
Durante la conversazione, due poliziotti arabi sopraggiunsero e ci ordinarono di recarsi al posto di polizia. L'ufficiale Cafferata ci incontrò in pigiama e ci chiese chi fossimo e cosa volessimo fare. Rispondemmo di essere venuti per un colloquio. L'ufficiale ci ammonì chiedendoci con quale coraggio volessimo parlare a quell'ora di notte e ci disse di ritornare a Gerusalemme scortati dalla polizia. Due uomini stavano con le valigie nella casa di Silonim. Avevano bombe con loro ma il giorno dopo anch'essi tornarono a Gerusalemme, dal momento che Silonim gli ingiunse di andarsene. Il giorno successivo ebbe luogo il massacro".»
(Katinka, From then till now (in lingua ebraica), p. 271 e Archivi dell'Haganah)
Dopo che la prima vittima cadde il venerdì, 40 persone si radunarono nella casa di Dan, fiduciose che in virtù del suo ascendente, nessun problema si sarebbe verificato nei confronti della sua abitazione. Sabato i rivoltosi apparentemente avanzarono l'offerta che egli avrebbe avuto la vita salva qualora avesse loro aperto perché fossero uccisi i componenti di quel gruppo. Eliezer Dan rifiutò e fu assassinato con sua moglie e il loro figlioletto di 4 anni. Il loro secondo figlio, di 3 anni, fu ferito e sopravvisse, unico erede della famiglia Eliezer-Dan. In 10 minuti, 20 persone furono massacrate all'interno della casa. Il resto fu ferito e venne ritenuto morto.

### Rabbi Baruch Kaplan
Una persona che sopravvisse al massacro di Hebron fu Rabbi Baruch Kaplan, al tempo del massacro un giovane uomo che studiava nella yeshiva di Hebron. Rabbi Kaplan accusò i sionisti di essere responsabili del massacro, avendo provocato gli arabi che li avevano sempre trattati con amicizia e rispetto, garantendo loro l'accesso a tutti i luoghi di preghiera, con la pretesa di far diventare il Muro del Pianto (o Muro Occidentale) proprietà esclusiva degli ebrei, in quanto "simbolo nazionale" ebraico e circolando in gruppi armati per le strade di Hebron, per poi fuggire alle prime avvisaglie di una reazione araba.
I responsabili della tragedia, dunque, sarebbero sfuggiti al massacro, lasciando al proprio posto persone innocenti, che gli arabi non avrebbero potuto distinguere dai sionisti provocatori.
Altri ebrei, essenzialmente della fazione religiosa-sionista dell'ebraismo ortodosso, contrastarono decisamente questa sua tesi.